# Damánia
Damánia, en grec moderne : Δαμάνια, est un village du dème d'Archánes-Asteroússia, dans le district régional de Héraklion, de la Crète, en Grèce. Selon le recensement de 2001, la population de Damánia compte 228 habitants.
Le village est situé à une altitude de 420 mètres et à une distance de 33,7 km de Héraklion.